# Таса
Таса — река в России, протекает в Гусь-Хрустальном районе Владимирской области. В нижнем течении служит границей с городским округом Шатура Московской области.
Берёт начало в торфоразработках западнее посёлка Тасинский. Протекает мещёрскими лесами, единственным другим населённым пунктом недалеко от реки является посёлок Тасино. Устье реки находится в 13 км от устья Бужи по правому берегу. Длина реки составляет 14 км.
По данным Государственного водного реестра России, относится к Окскому бассейновому округу. Речной бассейн — Ока, речной подбассейн — бассейны притоков Оки до впадения Мокши, водохозяйственный участок — Ока от водомерного поста у села Копоново до впадения реки Мокши.